# I solitari dell'Oceano
I solitari dell'Oceano è un romanzo di Emilio Salgari, pubblicato nel 1904 per l'editore Donath.

## Trama
La storia è ambientata nel 1848. La nave Alcione, capitanata dal crudele Carvadho, trasporta i coolies, cinesi acquistati come schiavi con l'inganno e diretti alle piantagioni americane. Nella stiva dove questi sono stipati scoppia la peste, ma il capitano è sordo alle richieste di migliori condizioni di trasporto portate avanti dal capo dei coolies, il valente Sao-King. La rivolta è inevitabile, e i cinesi, forti del loro numero, riescono ad avere la meglio sull'equipaggio dell'Alcione, costretto a fuggire in mare sulle due scialuppe. Prima di abbandonare la nave, tuttavia, Carvadho mette in atto una atroce vendetta, avvelenando con l'arsenico le provviste di cibo ed alcool della nave e causando quindi la morte di tutti i coolies che la sera festeggiarono la loro vittoria e la conquistata libertà. Gli unici superstiti di questo massacro sono Sao-King, che non aveva bevuto né mangiato nulla, i fratelli Cyrillo e Ioao de Ferreira, diplomatici che il governo peruviano aveva imbarcato sull'Alcione per controllare le attività di Carvadho e che questi ha volentieri lasciato sulla nave, ed il mastro Vargas, che disgustato dalla crudeltà di Carvadho ha preferito non lasciare i due peruviani.
Danneggiata dai combattimenti avvenuti durante la rivolta, la nave è costretta a trovare rifugio sull'isola di Vavau per fare rifornimento e cercare di riparare l'alberatura. L'isola, come quasi la totalità degli arcipelaghi oceanici, è abitata da popolazioni antropofaghe, ma i quattro protagonisti sperano di trovare aiuto presso il capo Tafua, con cui Sao-King aveva stretto amicizia due anni prima. Giunti all'isola, Sao-King e Ioao si recano a terra guidati da tre selvaggi che si fingono loro amici e promettono di condurli da Tafua; essi sono invece alleati di un drappello di pirati, chiamati Avvoltoi dello Stretto di Torres, che dopo aver fatto naufragio poche settimane prima hanno fatto amicizia con i selvaggi: l'accordo prevede che i selvaggi aiutino i pirati a conquistare l'Alcione, e in cambio i pirati consegneranno loro i quattro naviganti per mangiarseli. Sao-King origlia una conversazione tra il capo dei selvaggi e Strong, il capo dei pirati, e dopo una miracolosa fuga riesce a sfuggire con Ioao dalle loro mani e raggiungere il villaggio di Tafua.
Giunti al villaggio li attende però una brutta sorpresa: Tafua è morto e non può concedere l'aiuto sperato. I pirati riescono ad arrivare anch'essi al villaggio e convincono il nuovo capo che la morte di Tafua è stata causata dai due protagonisti. Questi vengono rinchiusi in una tenda, e nottetempo i pirati li fanno fuggire per poi farli cadere in una trappola e rinchiuderli prigionieri in una grotta. Grazie all'abilità di Sao-King, i due prigionieri riescono a fuggire, e rubata una piroga essi raggiungono di nuovo l'Alcione, solo per scoprire che è caduto nelle mani dei pirati. Costretti ad arrendersi, si consegnano nelle loro mani. I pirati hanno bisogno dell'aiuto dei quattro protagonisti perché sono gli unici a saper manovrare una nave, e quindi si rifiutano di consegnarli ai selvaggi, prendendo il largo dopo un breve combattimento.
Strong costringe Vargas a fare rotta sull'isola di Pylstard, dove ha dei traffici con i selvaggi locali, per riparare l'Alcione ancora danneggiato. Una volta ripreso il mare, Strong chiede a Vargas di ricondurre i pirati allo Stretto di Torres, dove si trova il loro covo. Durante la navigazione, l'Alcione si imbatte nelle due scialuppe del capitano Carvadho, che non avendo trovato terra dove approdare è morto di fame e di sete con tutto l'equipaggio, dando così vendetta a Sao-King per la morte dei suoi compagni avvelenati dal capitano. Pochi giorni dopo scoppia un terribile uragano sull'oceano, e Sao-King con Ioao approfitta della tempesta per lanciarsi in mare e raggiungere a nuoto una nave da guerra olandese avvistata in lontananza, la Groninga. Questa dava già da mesi la caccia agli Avvoltoi dello Stretto di Torres, ed è quindi lieta di accogliere a bordo i due eroi, che possono condurli direttamente al loro covo e liberare Cyrillo e Vargas ancora prigionieri.
Raggiunto l'Alcione, la Groninga ha facilmente la meglio sui pirati e li uccide tutti, tranne Strong che è fatto prigioniero ma preferisce suicidarsi poco dopo che finire sulla forca. Sao-King e Ioao preparano una spedizione a terra aiutati dall'erculeo marinaio Joe. Mentre i tre si avvicinano a piedi al covo dei pirati, hanno occasione di salvare il pirata Dik, che si era salvato dalla cattura gettandosi in mare ma che era stato pescato da alcuni selvaggi che volevano mangiarlo come cena. Dik, grato perché Sao-King gli ha salvato la vita, decide di redimersi e aiuta il piccolo drappello a giungere inosservato dritto al covo dei pirati. Qui essi riescono a liberare Cyrillo, approfittando dell'ubriachezza dei pirati che stavano festeggiando, ma Vargas si trova ancora sulla nave dei pirati pronta a salpare per una scorreria. Riguadagnata la Groninga, i protagonisti aggiornano il suo capitano della situazione, e questi si mette in caccia dei pirati, riuscendo a sorprenderli e attaccando battaglia. Prima che le due navi giungano a contatto però la nave dei pirati salta in aria perché Vargas aveva acceso una miccia nella santabarbara prima di fuggire a nuoto dalla nave e mettersi in salvo fra le braccia dei suoi compagni.
I pirati sono tutti morti, e i pochi rimasti al covo sono facilmente catturati dagli olandesi. Sao-King, Cyrillo, Ioao e Vargas sono condotti a Sydney, dove l'Alcione viene riparato e passa in loro proprietà: i quattro amici lo useranno per commerciare col guano.